# Maxence Caqueret
« Caqueret » redirige ici. Pour l’article homophone, voir Cacqueray.
Maxence Caqueret, né le 15 février 2000 à Vénissieux, est un footballeur français qui évolue au poste de milieu de terrain à Côme 1907.

## Biographie
Il nait à Vénissieux, dans la métropole lyonnaise.

### Carrière en club

#### Jeunesse et formation (2005-2018)
Il commence le football au club de Corbas dans la banlieue sud-est de Lyon à l'âge de 5 ans et poursuit sa progression au sein du Football Club de Chaponnay Marennes (FCCM) voisin. Ses anciens entraîneurs se souviennent d'un joueur sérieux et particulièrement travailleur, qui sortait du lot par sa qualité technique et son état d'esprit remarquable.
Arrivé à Lyon en 2011, il devient un élément important du centre de formation, faisant preuve d'une maturité qui l’amène à porter le brassard dans les catégories jeunes,. Au cours de sa formation il pratique le futsal avec assiduité, ce qui influencera son style de jeu.

#### Olympique lyonnais (2016 à 2025)
Maxence Caqueret intègre le groupe Pro 2 de l'Olympique lyonnais lors de la saison 2016-2017.
Il s'illustre dès l'été 2018, lors des matchs amicaux contre des équipes comme Fulham, Huddersfield, Wolfsburg ou l’Inter Milan s'imposant ensuite avec l'équipe réserve lyonnaise,. 
Le 19 octobre 2018, à l'occasion de la  10e journée de championnat il est convoqué par Bruno Génésio dans un groupe élargi à 19 joueurs pour éventuellement disputer son premier match officiel avec l'équipe première, mais il n’est pas inscrit sur la feuille de match, qui limite le nombre de joueurs à 18.
Il signe son premier contrat professionnel avec les Rhodaniens le 14 décembre 2018.
Il joue finalement quelques mois plus tard, le 5 janvier 2019, son premier match avec les professionnels à l'occasion des 32es de finale de la Coupe de France. Caqueret titulaire, l'OL l'emporte 2-0 sur la pelouse du Bourges Foot (National 3). Il dispute également cette saison sept matchs de Youth League avec les moins de 19 ans, compétition durant laquelle il inscrit deux buts et délivre trois passes décisives.
Mais c'est lors de la saison 2019-20 qu'il s'impose dans la rotation au milieu de terrain (en concurrence avec Houssem Aouar, Bruno Guimarães, Thiago Mendes, Lucas Tousart et Rayan Cherki), sous les ordres de Rudi Garcia. Il débute ainsi en Ligue 1 le 30 novembre 2019, contre Strasbourg, rencontre au cours de laquelle il délivre sa première décisive. Élu Révélation de l'année 2019 par les supporters lyonnais, il enchaîne les matches jusqu'au confinement, s'imposant comme l'un des espoirs du club et du football français,,,. 
Au sortir de l'interruption due à la pandémie de Covid-19, Il s'illustre en finale de la Coupe de la Ligue, où malgré un carton jaune précoce, il fait preuve de constance et de lucidité dans l'effort, jouant les 120 minutes de cette finale sans but, gagnée lors de la séance de tirs au but par le PSG.
Le 7 août 2020 il fait ses débuts en Ligue des champions, titularisé pour le huitième de finale retour contre la Juventus de Ronaldo et Dybala,. Malgré une défaite 2-1, l'OL élimine le club turinois après sa victoire 1-0 à l'aller et grâce à son but à l'extérieur.
Il joue un rôle central dans ce succès, faisant preuve d'une activité ininterrompue, étant notamment à l'origine de l'action aboutissant au penalty transformé par Depay, et en verrouillant également le milieu de terrain jusqu'au bout, quand ses coéquipiers commençaient à marquer le pas,. Dans un match où la Juventus monopolise le ballon, Caqueret se révèle être un élément clé de son équipe, terminant meilleur récupérateur du match et brillant autant dans ses sprints défensifs (plus de 11 km parcourus) que dans sa capacité à orienter le jeu après une récupération.
Au début de la saison 2022/2023, il troque son numéro 25 pour le 6. Il inscrit finalement son premier but en championnat à l'occasion de la rencontre avec Brest le 28 décembre 2022.

#### Départ de l'OL pour l'Italie (2025-)
Devenu indésirable au sein de son club formateur, il s'engage au mercato d'hiver le 12 janvier 2025 avec Côme 1907 en Italie jusqu'en 2029 pour un montant de 16,5 M€, dont 1,5 M€ de bonus, assorti d’un intéressement de 7,5 % sur un éventuel futur transfert,. Il joue son premier match deux jours plus tard en entrant en jeu à la mi-temps lors d'une défaite deux buts à un contre l'AC Milan en Serie A. Il délivre une passe décisive quinze minutes après son entrée en jeu à Assane Diao pour l'ouverture du score. Le 30 juillet il subit un accident de la route.

### Carrière internationale
International dès les moins de 16 ans (équipe dont il est capitaine), il connait toutes les sélections jusqu'aux moins de 20 ans, notamment avec son ancien coéquipier issu du centre de formation lyonnais Amine Gouiri, cumulant 58 sélections à l'été 2020.
En 2021, il est sélectionné par Sylvain Ripoll pour participer aux Jeux Olympiques de Tokyo mais l'OL refuse de le laisser partir car le joueur aurait loupé la pré-saison et les premières rencontres de Ligue 1. 
Il est sélectionné pour l'Euro espoirs 2023, où l'équipe de France est éliminée en quart de finale par l'Ukraine (1-3). Il se fracture la main gauche durant ce match.

## Style de jeu
Lionel Rouxel, son entraîneur en équipe internationale de jeunes, décrit ainsi le profil du jeune joueur : « Maxence est un joueur complet qui a un gros volume de jeu, disponible et impliqué au niveau collectif. Il est capable de répéter les efforts et d’être très endurant sur un match complet. Il peut être à la dernière ou l’avant-dernière passe et il est aussi capable de marquer des buts. »

## Statistiques
| Saison                | Club                  | Championnat           | Championnat | Championnat | Championnat | Coupe nationale | Coupe nationale | Coupe nationale | Coupe de la Ligue | Coupe de la Ligue | Coupe de la Ligue | Compétition(s) continentale(s) | Compétition(s) continentale(s) | Compétition(s) continentale(s) | Compétition(s) continentale(s) | Total | Total | Total |
| Saison                | Club                  | Division              | M.          | B.          | P.d.        | M.              | B.              | P.d.            | M.                | B.                | P.d.              | Comp.                          | M.                             | B.                             | P.d.                           | M.    | B.    | P.d.  |
| 2018-2019             | Olympique lyonnais    | Ligue 1               | -           | -           | -           | 2               | 0               | 0               | -                 | -                 | -                 | C1                             | -                              | -                              | -                              | 2     | 0     | 0     |
| 2019-2020             | Olympique lyonnais    | Ligue 1               | 8           | 0           | 1           | 2               | 1               | 1               | 3                 | 0                 | 1                 | C1                             | 3                              | 0                              | 0                              | 16    | 1     | 3     |
| 2020-2021             | Olympique lyonnais    | Ligue 1               | 29          | 0           | 1           | 4               | 0               | 0               | -                 | -                 | -                 | -                              | -                              | -                              | -                              | 33    | 0     | 1     |
| 2021-2022             | Olympique lyonnais    | Ligue 1               | 32          | 0           | 0           | 1               | 0               | 0               | -                 | -                 | -                 | C3                             | 8                              | 0                              | 1                              | 41    | 0     | 1     |
| 2022-2023             | Olympique lyonnais    | Ligue 1               | 36          | 4           | 7           | 4               | 0               | 0               | -                 | -                 | -                 | -                              | -                              | -                              | -                              | 40    | 4     | 7     |
| 2023-2024             | Olympique lyonnais    | Ligue 1               | 33          | 1           | 2           | 5               | 1               | 0               | -                 | -                 | -                 | -                              | -                              | -                              | -                              | 38    | 2     | 2     |
| 2024-2025             | Olympique lyonnais    | Ligue 1               | 9           | 0           | 0           | 1               | 0               | 0               | -                 | -                 | -                 | C3                             | 4                              | 0                              | 0                              | 14    | 0     | 0     |
| Sous-total            | Sous-total            | Sous-total            | 147         | 5           | 11          | 19              | 2               | 1               | 3                 | 0                 | 1                 | -                              | 15                             | 0                              | 1                              | 184   | 7     | 14    |
| 2024-2025             | Côme 1907             | Serie A               | 18          | 1           | 3           | -               | -               | -               | -                 | -                 | -                 | -                              | -                              | -                              | -                              | 18    | 1     | 3     |
| Total sur la carrière | Total sur la carrière | Total sur la carrière | 165         | 6           | 14          | 19              | 2               | 1               | 3                 | 0                 | 1                 | -                              | 15                             | 0                              | 1                              | 202   | 8     | 17    |

## Palmarès
Sous les couleurs de son club formateur de l'Olympique lyonnais, il est finaliste de la Coupe de la Ligue en 2020 et de la Coupe de France en 2024, perdue à chaque fois contre le Paris Saint-Germain.
| Olympique lyonnais                                                               |
| -------------------------------------------------------------------------------- |
| - Coupe de la Ligue : - Finaliste : 2020. - Coupe de France : - Finaliste : 2024 |